# Pseudocatharylla shafferi
Pseudocatharylla shafferi là một loài bướm đêm trong họ Crambidae.